# موراوتسی (صربستان)
موراوتسی (به صربی: Moravci) یک منطقهٔ مسکونی در صربستان است که در ییگ واقع شده‌است.